# Черчвил (Пенсилванија)
Черчвил (енгл. Churchville) насељено је место без административног статуса у америчкој савезној држави Пенсилванија.

## Демографија
По попису из 2010. године број становника је 4.128, што је 341 (-7,6%) становника мање него 2000. године.
| Група             | 2000.         | 2010.         |
| Белци             | 4.357 (97,5%) | 3.935 (95,3%) |
| Афроамериканци    | 18 (0,4%)     | 20 (0,5%)     |
| Азијати           | 53 (1,2%)     | 88 (2,1%)     |
| Хиспаноамериканци | 23 (0,5%)     | 49 (1,2%)     |
| Укупно            | 4.469         | 4.128         |